# FF/REWIND
『FF/REWIND』 (エフエフ･リワインド) は、岡本仁志の2枚目のミニ・アルバム。

## 解説
- 前作ミニアルバムからおよそ1年8ヶ月振りとなる2ndミニアルバム。
- 初の洋楽カバーを始め、岸本早未への提供曲「テレパシー」を自らの作詞でセルフカバーした曲を収録。

## 批評
Music Freak Magazineの小澤晶は「掴み所のないふわふわしたポップスのように聞こえるかもしれないが、柔らかい音の中にもしっかり芯が通っている」と評した。
CDジャーナルは「歌唱を含めて持ち前のポップ・センスをさまざまな曲調の中で発揮。Badfingerの「no matter what」を取り上げているあたりにコンポーザーとしてのこだわりが垣間見える」と評した。

## 収録曲
1. LOST CHILD
作詞 : AZUKI七 作曲 : 岡本仁志
2. no matter what (原曲 : Badfinger)
作詞･作曲 : HAM PETER WILLIAM
3. Telepathy (原曲 : 岸本早未)
作詞･作曲 : 岡本仁志
4. Autumn Sky
作詞 : AZUKI七 作曲 : 岡本仁志
5. Click Me Pt.2
作曲 : 岡本仁志
6. 静寂の間に
作詞 : AZUKI七 作曲 : 岡本仁志
7. It's only love
作詞 : AZUKI七 作曲 : 岡本仁志
8. sphere
作詞 : AZUKI七 作曲 : 岡本仁志